# 西庄 (臺南市)
西庄，是臺灣臺南市官田區的一個傳統地域名稱，位於該區西南端。相較於今日行政區，其範圍大致包括東西庄里、隆本里西端，以及麻豆區寮廍里東南端及東北端三角形凸出部分的南半側。
本地區主要聚落為西庄、東庄、瓦磘，陳水扁總統祖厝即位於西庄聚落內。

## 歷史
台灣日治初期，西庄地區為一街庄，稱為「西庄」，隸屬於蔴荳堡。昔日該庄北與茅港尾庄、南廍庄為鄰，東北及東與三結義庄、番仔田庄為鄰，東南與拔仔林庄為鄰，南邊隔曾文溪與東勢藔庄、六份藔庄為界，西邊為藔仔廍庄。
1901年（日治明治三十四年）11月，全台設置二十廳，該庄隸屬於鹽水港廳。1903年（明治三十六年）6月，該庄編入「藔仔廍區」，隸屬於鹽水港廳。1909年（明治四十二年）10月，合併二十廳為十二廳，藔仔廍區改隸屬於臺南廳。1920年（大正九年），廢十二廳改設五州二廳，該庄改制為「西庄」大字，隸屬於臺南州曾文郡官田庄。
戰後官田庄改制為官田鄉，隸屬於臺南縣，大字亦改制為村。1950年雲、嘉、南分治，官田鄉仍隸屬於臺南縣。2010年12月25日，因臺南縣市合併為直轄市臺南市，官田鄉改制為官田區，村亦改制為里。

## 聚落
本地區發展較早的聚落有西庄、東庄、瓦磘等，在日治期初期的官方地圖上已有記載。

## 交通
省道台84線又稱「東西向快速公路－北門玉井線」，經過本地區西庄聚落南郊，並在市道171甲線、市道171乙線共線南側路口設有西庄交流道。由此西行可快速前往麻豆區/下營區交界地帶、國道1號下營系統交流道、學甲區、北門區蚵寮地區，並止於省道台61線（西部濱海快速公路）北門交流道；東行可快速前往官田區南部/善化區東北部交界地帶、國道3號官田系統交流道、大內區、玉井區等地。
市道171號是北門區北門至官田區烏山頭的道路。
市道171甲線是麻豆區麻豆至官田區西庄的道路，也是與省道台84線（東西向快速公路－北門玉井線）並行的兩側平面道路。
市道171乙線是西庄至渡頭的道路。
市道176號是七股區新山子寮至官田區隆田的道路。
區道南62線是葫蘆埤至東庄的道路。
區道南64線是瓦窯至官田的道路。
區道南318線（原南118線）是葫蘆埤至嘉南的道路。